# Alex Hunter
Alex Hunter è un personaggio immaginario della serie di videogiochi calcistici di FIFA; è il protagonista della modalità The Journey, introdotta in FIFA 17, e finita in FIFA 20, (con una piccola apparizione). 
È interpretato da Adetomiwa Edun, che ha fornito la voce e il motion capture per il personaggio.

## Biografia
Alex Hunter è nato a Londra da Harold Hunter e la moglie Catherine; suo nonno, Jim Hunter, era un ex calciatore che militò in First Division durante gli anni sessanta. Alex ha iniziato a giocare a calcio a Clapham Common insieme al suo migliore amico Gareth Walker.

## Carriera
Protagonista del “The Journey” da Fifa 17 a Fifa 19, su Fifa 20 invece apparirà soltanto in un’occasione finale. 

### FIFA 17
Alex Hunter è un giovane ragazzo londinese con una passione per il calcio ereditata dal nonno; ciònonostante, il padre è molto distante da lui e pronto a criticarlo sempre, per poi allontanarsi in seguito al divorzio dalla madre. Alex svolge un provino con una delle venti squadre di Premier League per poter diventare un calciatore professionista e, dopo essere stato ingaggiato, viene mandato in prestito in Football League Championship in una squadra a sua scelta tra Newcastle, Norwich e Aston Villa; a metà stagione viene richiamato dal prestito per aiutare la sua squadra originaria a raggiungere la finale di FA Cup.

### FIFA 18
Alex Hunter e il suo amico Danny Williams, nel loro ultimo giorno di vacanza in Brasile, vengono avvicinati da alcuni ragazzini che li sfidano a una partita di calcio. Dopo essere tornato a casa in Inghilterra, Alex e il suo team vengono informati di un torneo pre-campionato negli Stati Uniti, prima del quale Alex viene invitato a un'intervista con Rio Ferdinand. Nel torneo pre-campionato a Los Angeles, la squadra di Alex affronta il Real Madrid, partita nella quale, indipendentemente dal risultato, Alex scambia la maglia con Cristiano Ronaldo, che gli suggerisce andare a giocare con lui al Real. Successivamente la squadra si scontra con i padroni di casa del LA Galaxy, dove Hunter incontra Gyasi Zardes nel tunnel prima dell'inizio della partita. Alex incontra anche suo padre durante il pre-campionato e accetta malvolentieri un invito a cenare con lui. Dopo il tour, Alex Hunter e i suoi compagni di squadra si recano a Chicago, dove partecipano al MLS All-Star Game.
Dopo la prima partita della nuova stagione della Premier League, Alex viene informato dal suo agente che il Real Madrid è interessato a lui. Nonostante sia una mossa rischiosa, Alex decide di seguire i suoi sogni e presenta una richiesta di trasferimento. Questo fa sì che sia i compagni di squadra di Alex sia i fan perdano fiducia nel suo impegno nei confronti della squadra, fino al punto che i fan lo fischiano quando viene sottotitolato durante le partite. Sfortunatamente, solo un giorno prima che la finestra di trasferimento si chiuda, Michael, l'agente, rivela di aver scoperto che l'accordo con il Real Madrid era una truffa, e che non erano mai stati interessati a lui. Mentre il dirigente del club apprezza che né Michael né Alex abbiano avuto motivo di ritenere che l'accordo fosse falso, non contravviene al fatto che Alex abbia inoltrato una richiesta di trasferimento, il che significa che voleva andarsene. Successivamente, Alex viene emarginato dalla squadra maggiore e viene inserito nella squadra giovanile.
A poche ore dalla fine della finestra di mercato, Alex riceve una chiamata da suo padre, che lavora per il LA Galaxy, dicendogli che la dirigenza gli voleva offrire un contratto per giocare a Los Angeles, a causa di alcuni infortuni subiti dagli attaccanti. Senza altra opzione, oltre all'allenamento con la squadra giovanile, Alex accetta l'accordo, aiutando la squadra a raggiungere i play-off. Poco dopo il suo arrivo negli Stati Uniti, una ragazza lo riconosce negli spogliatoi. Mentre mangia fuori con suo padre, Alex scopre che lei è Kim Hunter - la sua sorellastra. Meno che colpito dal fatto che suo padre non gli abbia raccontato di Kim, Alex si scatena, ma in seguito viene a sostenere Kim durante il suo debutto internazionale nella nazionale femminile statunitense contro la Germania.
Durante le vacanze di Natale dopo essersi ricongiunto con Danny, che si era trasferito nell'ex club di Alex quando è partito, Alex scopre che Atlético Madrid, Paris Saint-Germain e Bayern Monaco sono interessati ad acquistarlo. Alex firma per una di queste squadre e quando arriva incontra Dino, che fu il manager dell'ex club in cui Alex era andato in prestito nel primo capitolo della serie. Dino accoppia Alex con Thomas Müller, Antoine Griezmann o Dele Alli. Ciò dura solo tre partite, poiché Alex subisce un infortunio al ginocchio che lo mette in disparte dal campo per gran parte della stagione.
Dopo essersi ripreso dal suo infortunio in riabilitazione, Alex incontra Kim prima di tornare nella sua squadra europea, dove scopre che il lavoro di Dino è a rischio, e potrebbe essere licenziato se il club non vince una competizione entro la fine della stagione. Perciò il giocatore guiderà Hunter a vincere il campionato o la coppa, cosicché Dino mantenga il suo posto di lavoro. In caso contrario, Dino sarà effettivamente licenziato e Alex lo aiuterà a pulire la sua scrivania.

### FIFA 19
Nel terzo capitolo della serie, Alex riesce a coronare il suo sogno: giocare nel Real Madrid. Con la quale proverà a vincere la Champions League come obiettivo principale.
Durante la stagione però Alex, dopo aver ottenuto la fama internazionale, si ritrova circondato da un entourage che cura la sua immagine, cominciando però a trascurare chi gli sta intorno. Parallelamente si svolgono le vicende sportive e quotidiane della sorella di Hunter, Kim, che convocata con la nazionale di calcio degli Stati Uniti dovrà cercare di conquistare la Coppa del Mondo 2019, in bilico tra la professionalità del suo ruolo e le difficoltà adolescenziali. Sarà la figura della Morgan, calciatrice ormai di fama internazionale, a seguirla nel suo percorso come amica e mentore, mentre il fratello Hunter, indaffarato nella sua vita da star, le darà non poche preoccupazioni. Anche l'amico di vecchia data Danny Williams cercherà di vincere l'importantissima Champions League con il suo club inglese, mentre nella sua vita si avvicenderanno approfittatori pronti a ingannarlo per fare soldi e il fratello Terry, che alimenterà la loro rivalità famigliare, sul campo e fuori.

### FIFA 20
Pur non essendo più protagonista, Alex Hunter compare nella modalità Volta durante un torneo a New York.